# Ministère de la Transformation numérique (Espagne)
Pour l’article homonyme, voir Ministère de la Transformation numérique.
Le ministère de la Transformation numérique et de la Fonction publique (en espagnol : Ministerio para la Transformación Digital y de la Función Pública.) est le département ministériel responsable de la politique numérique et de la fonction publique en Espagne.
Il est dirigé, depuis le 6 novembre 2024, par le socialiste Óscar López.

## Missions

### Fonctions
Le ministère est chargé de proposer et mettre en œuvre la politique gouvernementale en matière de télécommunications, société de l'information, transformation numérique et développement de l'intelligence artificielle d'une part, et en matière d'administration publique, fonction publique et gouvernance publique d'autre part,.

### Organisation
Le ministère s'organise de la façon suivante, :
- ministre de la Transformation numérique
  - secrétariat d'État à la Numérisation et à l'Intelligence artificielle
    - direction générale de la Numérisation et de l'Intelligence artificielle
    - direction générale des Données
    - direction générale de la Planification stratégique en technologies numériques avancées et de la Nouvelle économie de la langue

  - secrétariat d'État aux Télécommunications et aux Infrastructures numériques
    - secrétariat général des Télécommunications et de la Réglementation des services de la communication audiovisuelle

  - secrétariat d'État à la Fonction publique
    - secrétariat général de l'Administration numérique
    - direction générale de la Fonction publique
    - direction générale de la Gouvernance publique
    - bureau des conflits d'intérêt

  - sous-secrétariat de la Transformation numérique et de la Fonction publique
    - secrétariat général technique

## Histoire
Le ministère est créé le 21 novembre 2023, lors de la formation du troisième gouvernement de Pedro Sánchez, par scission du ministère des Affaires économiques et de la Transformation numérique.

## Titulaires
| Nom | Nom               | Dates du mandat | Dates du mandat | Parti | Gouvernement |
| --- | ----------------- | --------------- | --------------- | ----- | ------------ |
|     | José Luis Escrivá | 21/11/2023      | 06/09/2024      | Sans  | Sánchez III  |
|     | Óscar López       | 06/09/2024      | En fonction     | PSOE  | Sánchez III  |